# John K. Dunlop

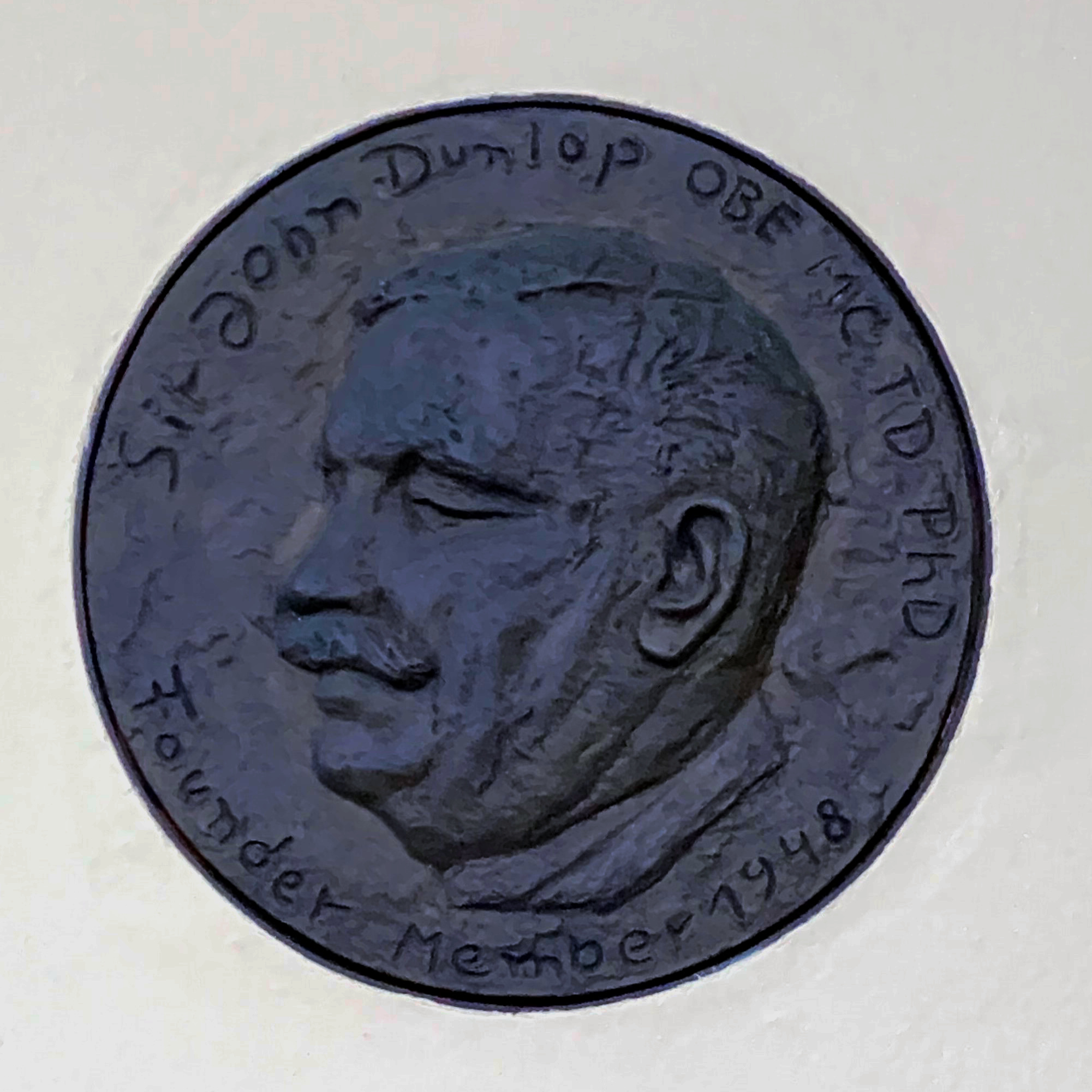
Plakette von John Dunlop am Eingang zum Anglo-German Club in Hamburg

Sir John Kinninmont Dunlop KBE, CMG, MC (* 6. April 1892; † 1974) war ein britischer Offizier und Militärbeamter. Nach Ende des Zweiten Weltkriegs war er Vertreter der britischen Militärregierung in Hamburg, später britischer Generalkonsul ebendort.

## Leben und Werk
Der Vater von John Dunlop, Andrew Dunlop, war ein Kaufmann. John Dunlop besuchte die Mill Hill School in Mill Hill, London, danach das St John’s College der University of Cambridge und das Queen Mary College in London. Dunlop promovierte zum Doctor of Philosophy.
Dunlop nahm am Ersten Weltkrieg teil, erst mit dem 12th (County of London) Battalion, London Regiment (The Rangers), dann beim Machine Gun Corps, wobei er verwundet wurde. Von 1917 bis 1918 war er Maschinengewehr-Ausbilder bei der Britischen Militärmission in den USA. Nach Kriegsende verblieb er im Militärdienst beim 12th (County of London) Battalion, wo er bis 1935 zum Bataillonskommandeur aufstieg. 1937 verließ er das Bataillon und wurde Assistant Adjutant General (Chefadjutant) für die Territorial Army im Verteidigungsministerium. Während des Zweiten Weltkriegs wurde er von 1939 bis 1943 in verschiedenen Generalstabspositionen verwendet. Ab 1943 diente er in der britischen Militärverwaltung für verschiedene besetzte Gebiete, erst in der Alliierten Kommission für Italien, dann als britischer Gouverneur von Sizilien (1943), von Latium und Umbrien (1944), ganz Süditalien und dann von Venedig (1945). Dunlop erreichte im Militärdienst den Dienstgrad eines Colonel, temporär Brigadier.
1946 arbeitete Dunlop in der Alliierten Kontrollkommission für Deutschland. Von 1947 bis April 1948 war Dunlop stellvertretender Gouverneur von Hamburg. Während dieser Zeit war Dunlop neben Gouverneur Berry und Erstem Bürgermeister Brauer Gründungsmitglied des Hamburger Anglo-German Club, der die Beziehungen zwischen den Briten und den Deutschen verbessern sollte. Im April 1948 ging Dunlop nach Hannover, wo er für ein Jahr das Amt als stellvertretender Gouverneur von Niedersachsen ausübte. Am 30. April 1949 kehrte Dunlop nach Hamburg zurück, und wurde dort als Nachfolger von Vaughan Berry Gouverneur von Hamburg. Als Regional Commissioner of Hamburg (Gouverneur) war er höchster Vertreter der britischen Militärregierung in der Stadt. Nach seinem Abschied aus der Militärverwaltung war Dunlop bis Ende 1956 Generalkonsul in Hamburg, sein Nachfolger war Cecil King.
Nach dem Abschied aus dem Militär- und Staatsdienst war Dunlop unter anderem Bürgermeister von Sevenoaks in Kent. Bei der Grundsteinlegung der Siedlung „Siebeneichen“ in Hamburg-Langenhorn war Dunlop 1964 anwesend und begründete eine Art Städtefreundschaft. 1922 heiratete Dunlop Agnes Maitland Walker, die 1948 verstarb.

## Ehrungen
Dunlop wurde Anfang 1917 als Lieutenant bei der Machine Gun Company mit dem Military Cross (MC) ausgezeichnet. 1952 wurde er zum Companion im Order of St Michael and St George ernannt (CMG). 1956 wurde Dunlop während seiner Amtszeit als Generalkonsul zum Knight Commander im Order of the British Empire ernannt (KBE), und dadurch in den nichterblichen Adelsstand aufgenommen. Er führte nun den Namenszusatz Sir.
Im National Army Museum in London befindet sich ein Porträt von Dunlop, das vermutlich 1937 angefertigt wurde. Im Anglo-German Club wurde 2003/2004 eine Plakette von Dunlop angebracht.

## Schriften
- The Development of the British Army, 1899–1914. Methuen, London 1938.
- The Territorial Army To-day. A. & C. Black, 1939
- Hamburg : 800 A.D. – 1945 A.D. Axel Springer, Hamburg 1952, PPN 176000356.
- A Short History of Germany. Royal Army Ordnance Corps, Bielefeld 1954. (Weitere drei Auflagen bei verschiedenen Verlagen bis 1968)
- Neun Jahre Hamburg. In: Erich Lüth (Hrsg.): Neues Hamburg, Heft 11 („Stadt der Kontraste“), Hammerich & Lesser, Hamburg 1956, PPN 178135119.
- The Pleasant Town of Sevenoaks: A History. Caxton and Holmesdale Press, 1964.